# Christer Hedberg

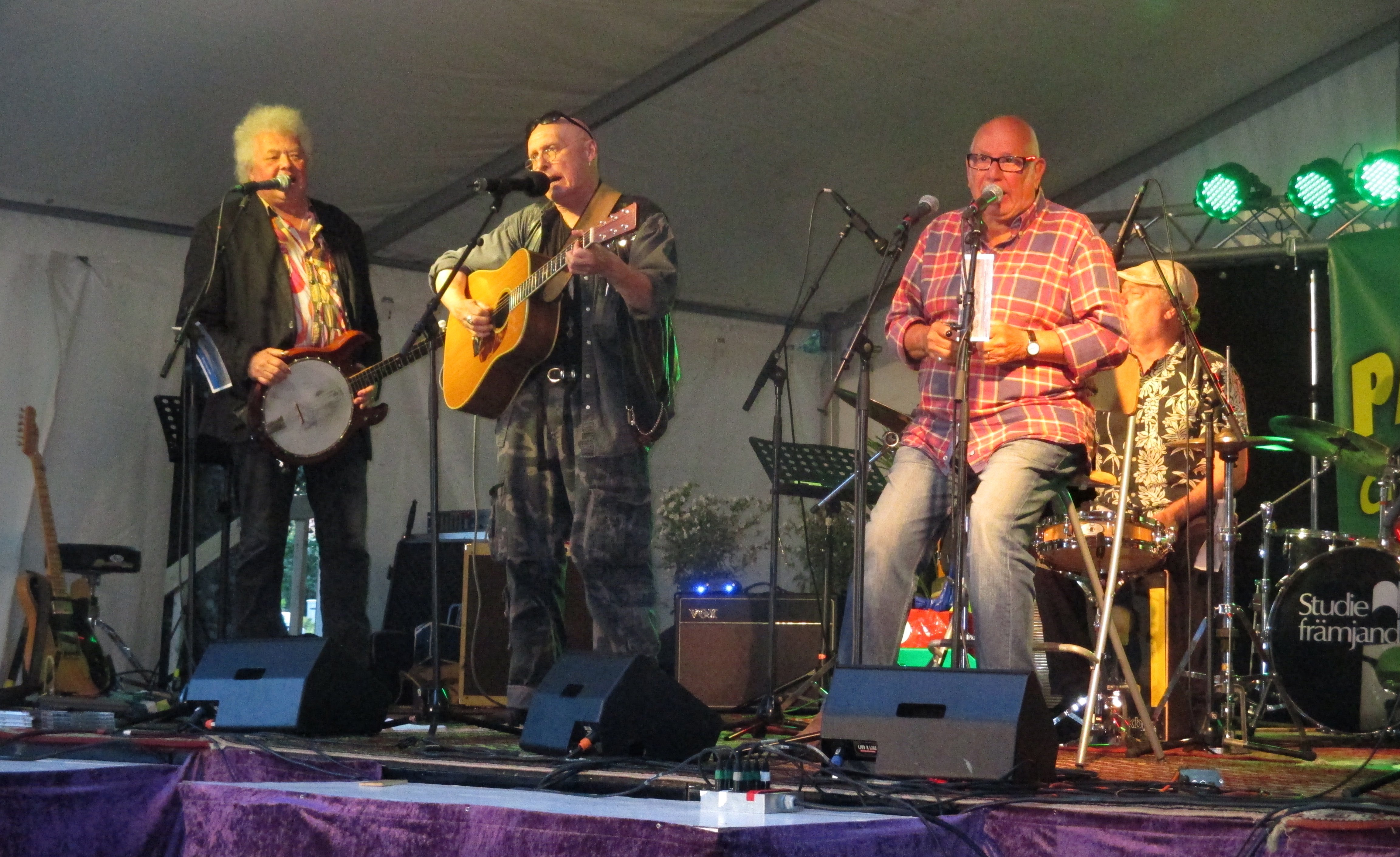
Grusj i dojjan med Krutte Hedberg i rutig skjorta.

Bo Christer "Krutte" Hedberg, född 14 maj 1941 i Hedvig Eleonora församling i Stockholm, död 28 september 2022 i Malmö S:t Petri församling, var en svensk munspelare, sångare, estradör och kapellmästare.
Hedberg växte upp i en adoptivfamilj i Traneberg. I unga år arbetade han på varuhuset Pub och på en annonsbyrå samtidigt som han, tillsammans med en kamrat, drev en klubb på Stora Nygatan i Gamla stan. Han var även medlem i Leif "Burken" Björklunds band Burksmen. År 1970 flyttade Hedberg till Malmö och bildade kort därefter i Åkarp musikgruppen Grus i dojjan, för vilken han var ledare till sin död. Gruppen fick sitt genombrott på den första Folkfesten i Malmö 1971 och därefter följde flera musikalbum, tv-framträdanden och många turnéer (120 spelningar i folkparkerna 1975) med spelningar även i Finland, Norge, Danmark, Schweiz och USA. Med Grus i dojjan medverkade han även varje år sedan 1985 på invigningen av Malmöfestivalen. Totalt genomförde gruppen under hans ledning omkring 3 000 spelningar. Vid sidan av musiken var han även fritidsledare på Värner Rydénskolan i Malmö, arbetade med reklam och event samt var under tio år lärare på Kulturskolan i Lund, där han till sin död arbetade två dagar i veckan.